# 陳維新
陳維新（？—？），字湯銘，號赤城，浙江绍兴府上虞县人。明朝政治人物。

## 生平
萬曆四十三年（1615年）乙卯科浙江鄉試舉人，天啓二年（1622年）壬戌科進士。考选翰林院庶吉士，四年正月授兵科给事中，五年十月升本科右给事中，六年二月升工科左给事中。楊漣彈劾權閹魏忠賢，猶豫不決，陳維新上《十當斷疏》。七年八月叙宁锦功，升一级为太仆寺少卿，賞银十五两。又以三殿工成，加升二级，为都察院右副都御史，照旧管事。
懷宗即位，加服俸一級。崇祯（1629年）正月，列名祠颂引上言德政律，减等闲住。

## 著作
著有《文园集》、《荒政辑要》。

### 引文
1. ↑  《上虞縣志·卷十》：陳維新，字湯銘，號赤城，英敏過人。萬歷乙卯領鄉薦，天啟壬戌成進士。以館選限於格，出補兵科給事中，轉工科家傳。時魏璫專恣，中丞楊璉發其奸康熙志，上《二十四大罪疏》。熹宗留忠賢，不加誅。維新入垣，即上《十當斷疏》，曰：「憲臣楊漣參太監魏忠賢，皇上今日尚以何法寬之？臣請言不容不斷者十：從來已發乏奸慮深走險況朝夕左右皇上安乎諸臣可代為皇上安乎令一孽留而中外盡處揣懾之地，不斷之，何以釋危疑？此當斷一。從來臺省職司糾彈一經指摘即大僚引身今以同朝請劍而藐若罔聞豈忠臣矢報聖主虛懷而輒欲以逆豎阻敢言之氣，不斷之，何以息議論？此當斷二。自忠賢督廠以來，非刑立威百金之家夜不貼席一聞疏參長安走卒兒童歡聲遠邇頃見聖意未決，仍是洶洶重足何忠賢一去留乃關人情舒慘。若此不斷之，何以收人心？此當斷三。自忠賢專擅以來，謁者監紛紛冒廕范皇親敢爾聯姻不軌不法莫此為甚，我皇祖亦嘗寵用馮保、張鯨，一二臺省疏料即賜處分，籍其產，明例具在，今逆浮二監，而一創猶賒，不斷之，何以伸國法？此當斷四。宮闈巳事未敢深言，但據枷死皇親家人一節尚復知有三宮乎？一旦傳響外廷，忠賢即橫豈不憂危臣又不知椒掖之憂危若何矣。不斷之。何以安宮闈？此當斷五。邇來絲綸不信票擬相懸遂有中外否隔之憂但據傳奉一事日閧閣門把持朝政令天子不得有其明宰相不得有其職言官不得有其是非成何世界？不斷之。何以清朝㝉？此當斷六。皇上加意懲貪而亦知忠賢長安第宅雲連西山招提日麗乎刖墅郿塢此從何富以此佐遼不愈於竭生靈膏血以奉軍旅乎不斷乏何以懲貪此當斷七。以皇上銳意嚴明而亦知忠賢涿州之墊道憯擬乘輿飛騎之擁呼驚傳駕至乎以至三日偶出而司禮此藥者閻筆以待已發者急足以追蓋左右近習知有忠賢不知有皇上之日久矣，不斷之，何以攬主柄？此當斷八。太祖之制，內臣不得典兵猶就外地言也未有握兵禁地伏金虎於宮鄰名借未然勢張自衛包藏叵測識者危之況寸刃之禁國制昭然今使交戟之下鼓礟金戈豈止寸刃已哉萬一不戢之焚變生倉猝試間忠賢將何以應？不斷之。何以歸晉禍？此當斷九。日奉明旨切賣各衙門玩愒成風紀綱法度十未得行一二，赫赫天語，諸臣誰不悚承獨念今日壞法亂紀孰過忠賢。願皇上法行自近又聖諭謂朝端不宜紛擾，今舉國為忠賢一事，如沸如閔，令忠賢一日在側，臣恐支節愈滋，紛囂日甚，不斷之，何以定煩爭？此當斷十。昔者蕭望之困一石顯元帝之不斷也曹節肆陳竇之誅隨釀黨錮太后之猶豫未忍也劉瑾稔禍縉紳特武宗一時不忍其後夜分一奏立翦窮兇繇此觀之安危呼吸所關斷不斷豈尠小哉。」疏入，璫恚甚據陳氏家集增。維新應推福建主考，特點陪推不用，幾入虎口。會甯錦告捷，晉太僕寺少卿。三殿工成，再晉右副都御史康熙志。懷宗立，加服俸一級據懇辭加敘疏。時國是更張，諸臣起自廢籍，各立門戶，借口摧殘，維新又上《國議不容紛囂疏》，大約言刻案定論慈孝已光青簡琬琰長垂白日。時爭三案者皆出，維新亦以例出，遂被譴，角巾歸里。虞邑水東注巽隅有羅星墩，形家言風氣攸聚。維新捐貲建亭其上，又修葺衢路減耀賑饑，鄉里多受其惠康熙志。居垣時，嘗爭免紹興白糧見上大司農爭免越漕書人尤德之。著有《文圍集》《荒政輯要》康熙志〇案明史王允成傳允成授南京御史再劾魏進忠趙南星為吏部調之於北南星被逐御史張訥劾南星調允成班法給事中陳維新復劾允成貧險史稱允成慧譯敕言風采足重維新刻之近於誣矣又魏忠賢傳云天下風靡章奏輒頌忠賢廷臣若某某輩佞詞累牘不顧羞恥忠賢亦時加恩澤以報之而陳維新竟列名其中竊攷當時劾忠賢者或以死或以竄逐維新終熹宗朝不加削奪浸至副都御史然則維新殆始劾忠賢而繼頌忠賢者乎傳本宜刪今姑存之并增入十當斷疏俾後之君子知末途改節青史貽羞如維新者可以戒焉又其人文章事業不無可取而依附魏黨亦他無顯據存其傳亦忠厚之道所不譏也。
2. ↑  《上虞县志》

### 書目
- 朱士黻，《上虞縣志》